# Trichobranchidae
Trichobranchidae zijn een familie van borstelwormen uit de onderorde van de Terebellomorpha. De wetenschappelijke naam van de familie werd voor het eerst geldig gepubliceerd in 1866 door Malmgren.

## Geslachten
- Octobranchus Marion & Bobretzky, 1875
- Terebellides Sars, 1835
- Trichobranchus Malmgren, 1866

### Synoniemen
- Ampharetides Ehlers, 1913 => Terebellides Sars, 1835
- Aponobranchus Gravier, 1905 => Terebellides Sars, 1835
- Artacamella Hartman, 1955 => Trichobranchus Malmgren, 1866
- Canephorus Grube, 1846 => Terebellides Sars, 1835
- Corephorus Grube, 1846 => Terebellides Sars, 1835
- Filibranchus Malm, 1874 => Trichobranchus Malmgren, 1866
- Novobranchus Berkeley & Berkeley, 1954 => Octobranchus Marion & Bobretzky, 1875
- Unobranchus Hartman, 1965 => Terebellides Sars, 1835